# Eccellenza Marche 2012-2013
Il campionato italiano di calcio di Eccellenza regionale 2012-2013 è stato il ventiduesimo organizzato in Italia. Rappresenta il sesto livello del calcio italiano.
Questo è il girone organizzato dal comitato regionale della regione Marche.

## Squadre partecipanti
| Club                              | Città                            |
| --------------------------------- | -------------------------------- |
| A.S.D. Atletico River Urbinelli   | Borgo Santa Maria di Pesaro (PU) |
| A.S.D. Biagio Nazzaro Chiaravalle | Chiaravalle (AN)                 |
| A.S.D. Cagliese 1922              | Cagli (PU)                       |
| A.S.D. Cingolana Calcio 1963      | Cingoli (MC)                     |
| S.S.D. Corridonia Calcio          | Corridonia (MC)                  |
| A.S.D. Elpidiense Cascinare       | Sant'Elpidio a Mare (FM)         |
| U.S. Fermana S.S.D.               | Fermo (FM)                       |
| F.C. Forsempronese 1949           | Fossombrone (PU)                 |
| S.S.D. Grottammare Calcio 1899    | Grottammare (AP)                 |
| S.S. Matelica Calcio              | Matelica (MC)                    |
| A.S.D. Montegranaro Calcio 1965   | Montegranaro (FM)                |
| A.S.D. Monturanese                | Monte Urano (FM)                 |
| A.S.D. Pagliare Calcio            | Spinetoli (AP)                   |
| U.S. Tolentino                    | Tolentino (MC)                   |
| A.S.D. Urbania Calcio 1920        | Urbania (PU)                     |
| U.S. Vigor Senigallia A.S.D.      | Senigallia (AN)                  |

## Aggiornamenti
Per la prima volta dopo diverse stagioni non ci furono squadre marchigiane tra le retrocesse dalla Serie D. Il comitato regionale colse la palla al balzo e riportò l'organico a 16 squadre per la prima volta dal 2003-2004. Dalla Promozione salirono il Matelica che vantava un'apparizione nella stagione 2004-05 e le debuttanti Atletico River Urbinelli e Pagliare.
Il Matelica dominò il torneo e colse la terza promozione consecutiva passando così in pochi anni dalla Prima Categoria alla Serie D. I playoff furono vinti dal Montegranaro che si impose anche negli spareggi nazionali ottenendo la promozione in Serie D. In estate però la società veregrense si trasferì a Fermo in quanto la Fermana, vincitrice della Coppa Italia Dilettanti e promossa anch'essa in Serie D non si iscrisse a causa dei troppi debiti. In fondo alla classifica terminò la Cingolana che dovette fare i conti con la crisi economica. La Cagliese, che per larghi tratti del torneo sembrava destinata all'ultimo posto, con una grande rimonta finale riuscì ad agguantare il playout. Precipitò anche la Monturanese, mentre il playout tra Corridonia e Cagliese venne macchiato da una rissa nel prepartita. I rossoverdi vennero puniti con la sconfitta e la conseguente retrocessione a tavolino ma in estate riuscirono a essere ripescati.

### Classifica
|  | Pos. | Squadra              | Pt | G  | V  | N  | P  | GF | GS | DR  |
|  | ---- | -------------------- | -- | -- | -- | -- | -- | -- | -- | --- |
|  | 1.   | Matelica             | 69 | 30 | 21 | 6  | 3  | 68 | 30 | +38 |
|  | 2.   | Biagio Nazzaro       | 59 | 30 | 18 | 5  | 7  | 40 | 22 | +18 |
|  | 3.   | Montegranaro         | 58 | 30 | 17 | 7  | 6  | 37 | 24 | +13 |
|  | 4.   | Forsempronese        | 48 | 30 | 13 | 9  | 8  | 46 | 31 | +15 |
|  | 5.   | Fermana              | 44 | 30 | 10 | 14 | 6  | 37 | 29 | +8  |
|  | 6.   | Tolentino            | 43 | 30 | 11 | 10 | 9  | 30 | 27 | +3  |
|  | 7.   | Urbinelli            | 41 | 30 | 10 | 11 | 9  | 34 | 35 | -1  |
|  | 8.   | Pagliare             | 38 | 30 | 9  | 11 | 10 | 38 | 33 | +5  |
|  | 9.   | Vigor Senigallia     | 36 | 30 | 10 | 6  | 14 | 26 | 41 | -15 |
|  | 10.  | Grottammare          | 35 | 30 | 7  | 14 | 9  | 33 | 33 | 0   |
|  | 11.  | Elpidiense Cascinare | 34 | 30 | 8  | 10 | 12 | 28 | 32 | -4  |
|  | 12.  | Corridonia           | 34 | 30 | 10 | 4  | 16 | 32 | 46 | -14 |
|  | 13.  | Urbania              | 33 | 30 | 8  | 9  | 13 | 26 | 31 | -5  |
|  | 14.  | Monturanese          | 32 | 30 | 8  | 8  | 14 | 17 | 27 | -10 |
|  | 15.  | Cagliese             | 25 | 30 | 4  | 13 | 13 | 23 | 37 | -14 |
|  | 16.  | Cingolana            | 20 | 30 | 5  | 5  | 20 | 16 | 53 | -37 |

Legenda:

      Promossa in Serie D 2013-2014

      Retrocesse in Promozione 2013-2014 dopo play-out.

Note:
Tre punti a vittoria, uno a pareggio, zero a sconfitta.

### Risultati

#### Tabellone
|                  | A.R | B.N | C.C | CAG | CIN | ELP | FER | FOR | GRO | MAT | MON | MON | PAG | TOL | URB | VIG |
| A.River Urbin.   |     | 2-4 | 2-3 | 0-1 | 2-0 | 1-0 | 3-2 | 2-2 | 0-0 | 2-1 | 1-2 | 3-1 | 0-1 | 5-1 | 3-1 | 1-0 |
| B.Nazzaro Ch.    | 2-0 |     | 0-1 | 0-1 | 1-0 | 1-0 | 1-1 | 1-2 | 2-0 | 2-3 | 1-0 | 1-0 | 3-1 | 1-1 | 3-1 | 1-0 |
| C.Corridonia     | 0-0 | 1-0 |     | 3-1 | 2-3 | 3-2 | 0-0 | 1-4 | 0-0 | 0-3 | 1-0 | 1-1 | 1-0 | 3-0 | 1-1 | 1-0 |
| Cagliese         | 0-2 | 0-0 | 1-1 |     | 5-1 | 0-0 | 1-0 | 0-1 | 2-3 | 2-1 | 1-2 | 3-0 | 1-1 | 0-0 | 1-1 | 3-0 |
| Cingolana        | 1-1 | 3-0 | 0-1 | 1-0 |     | 1-1 | 0-1 | 3-1 | 0-0 | 0-0 | 1-0 | 0-1 | 1-1 | 0-1 | 0-0 | 3-1 |
| Elpidiense Casc. | 1-0 | 3-0 | 2-1 | 2-3 | 3-0 |     | 2-3 | 0-3 | 1-1 | 2-4 | 0-1 | 0-1 | 0-1 | 1-1 | 0-1 | 0-1 |
| Fermana          | 3-0 | 2-1 | 3-1 | 1-0 | 0-1 | 1-1 |     | 1-0 | 2-3 | 0-1 | 0-0 | 1-0 | 1-0 | 2-4 | 2-2 | 4-0 |
| Forsempronese    | 0-0 | 2-3 | 3-0 | 2-4 | 2-0 | 3-0 | 1-1 |     | 0-1 | 0-1 | 1-1 | 2-0 | 0-3 | 0-1 | 1-0 | 3-0 |
| Grottammare      | 1-1 | 1-1 | 2-2 | 3-1 | 0-1 | 1-0 | 1-1 | 3-1 |     | 2-3 | 3-1 | 0-1 | 1-0 | 0-0 | 2-0 | 0-1 |
| Matelica         | 4-0 | 1-0 | 0-1 | 3-1 | 6-1 | 2-1 | 0-0 | 1-0 | 3-0 |     | 2-1 | 1-1 | 3-1 | 1-1 | 1-0 | 4-0 |
| Montegranaro     | 2-3 | 1-2 | 2-4 | 2-1 | 5-1 | 0-0 | 3-0 | 1-0 | 3-2 | 3-0 |     | 0-0 | 2-3 | 0-3 | 1-0 | 0-0 |
| Monturanese      | 1-2 | 0-1 | 2-1 | 0-0 | 2-1 | 3-1 | 0-0 | 0-1 | 2-4 | 0-2 | 0-1 |     | 2-1 | 3-0 | 0-0 | 2-3 |
| Pagliare         | 0-0 | 1-3 | 4-2 | 4-1 | 3-0 | 1-0 | 1-1 | 2-1 | 1-1 | 0-0 | 1-1 | 0-0 |     | 2-3 | 3-0 | 2-4 |
| Tolentino        | 1-0 | 0-0 | 3-0 | 2-1 | 2-3 | 3-1 | 1-3 | 0-1 | 2-1 | 0-2 | 3-1 | 1-1 | 0-1 |     | 1-0 | 0-1 |
| Urbania          | 0-1 | 1-5 | 3-0 | 1-1 | 2-4 | 0-0 | 0-0 | 2-3 | 3-0 | 0-2 | 0-1 | 2-3 | 0-0 | 0-2 |     | 2-1 |
| Vigor Senigallia | 3-0 | 0-0 | 2-1 | 0-0 | 1-2 | 1-1 | 3-1 | 1-0 | 1-1 | 2-3 | 1-1 | 2-1 | 3-0 | 1-1 | 2-1 |     |

### Verdetti finali
- Matelica direttamente, e Montegranaro dopo i playoff nazionali, promossi in Serie D 2013-2014.
- Monturanese retrocessa in Promozione 2013-2014 dopo i playout contro Urbania; poi riammessa in Eccellenza a completamento dell'organico.
- Corridonia retrocessa in Promozione 2013-2014 dopo la sconfitta ai playout sancita a tavolino contro la Cagliese (da 1-0 a 0-3) per l'aggressione a un giocatore ospite da parte di giocatori locali prima della partita; poi riammessa in Eccellenza a completamento dell'organico.
- Fermana, promossa sul campo in quanto vincitrice della Coppa Italia Dilettanti 2012-2013, a fine stagione rinuncia alla iscrizione in serie D e la società viene sciolta. Dalla fusione dell'A.F.C. Fermo col Montegranaro-Provincia Fermana nasce la Fermana Football Club che gioca a Fermo, eredita colori sociali, tifo e storia della Fermana e si può iscrivere in serie D grazie alla promozione in D ottenuta ai play off dal Montegranaro-Provincia Fermana.
- Cingolana retrocessa e poi soppressa per fusione con la SC Apiro dando vita alla ASD Cingolana Apiro 2013.